# Cathédrale Saint-Pierre d'Exeter
Cette  cathédrale n’est pas la seule cathédrale Saint-Pierre.
La cathédrale Saint-Pierre d'Exeter est la cathédrale du diocèse d'Exeter (créé en 1050) dans la ville d'Exeter dans le comté du Devon, dans le sud-ouest de l'Angleterre. Construite à partir du XIIe siècle en architecture normande puis gothique à partir du milieu du XIIIe siècle, en style decorated et achevée pour l'essentiel vers 1400 ; elle est dédiée à l'apôtre Pierre.
Elle possède plusieurs caractéristiques notables dont un premier ensemble de miséricordes, des plafonds décorés, une horloge astronomique, une galerie de ménestrels, une bibliothèque de livres médiévaux, des reliques, des sépultures et la plus longue voûte ininterrompue d'Angleterre.

## Histoire
La fondation de la cathédrale d'Exeter, dédiée à saint Pierre, date de 1050, lorsque le siège de l'évêché du Devon et de Cornouailles a été transféré depuis Crediton en raison d'une crainte d'invasion par la mer. Une cathédrale saxonne qui existait déjà au sein de la ville (et dédiée à la Vierge Marie et saint Pierre), mais les offices étaient souvent tenus à l'extérieur, à proximité du site de l'actuel bâtiment de la cathédrale.
En 1107, William Warelwast, un neveu de Guillaume le Conquérant, y est nommé. C'est cette nomination qui est à l'origine de la construction d'une nouvelle cathédrale dans le style normand. 
Sa fondation officielle remonte à 1133, mais il a fallu de nombreuses années pour la terminer. Après la nomination de Walter Bronescombe comme évêque en 1258, le bâtiment était déjà reconnu comme dépassé ; la cathédrale a donc été reconstruite dans le style gothique décoratif, suivant l'exemple de la cathédrale de Salisbury. Toutefois, une grande partie de l'édifice Normand a été maintenu, comme les deux tours massives carrées et une partie des murs. Elle a été bâtie entièrement en pierre locale. La nouvelle cathédrale a été terminée vers 1400, en dehors de l'ajout de la salle capitulaire.

Drapeau de la cathédrale d'Exeter depuis 2014, hissé sur la tour nord toute l'année.

Comme la plupart des cathédrales anglaises, Exeter a subi la dissolution des monastères, mais pas autant que si elle avait une fondation monastique. D'autres dégâts ont été perpétrés pendant la Première révolution anglaise, quand les cloîtres ont été détruits. Après la restauration de Charles II, un nouvel orgue a été construit dans la cathédrale par John Loosemore. La sœur de Charles II, Henriette d'Angleterre y a été baptisée en 1644. À l'époque victorienne, des rénovations ont été réalisées par George Gilbert Scott.
Le 4 mai 1942, un raid aérien, tôt le matin, a frappé Exeter. La cathédrale a subi une frappe directe par une grosse bombe explosive sur la chapelle Saint-James, complètement détruite. La salle des titres, trois travées de la nef et deux arcs-boutants ont également été détruits dans l'explosion. Heureusement, de nombreux d'objets, comme le verre de la grande fenêtre à l'est, les miséricordes, le livre d'Exeter, le trône épiscopal, avaient été enlevés au début de la guerre en prévision d'une telle attaque. Après les réparations et le déblaiement de la zone autour de l'extrémité occidentale de l'édifice, des portions de structures antérieures ont été mises au jour, y compris les vestiges de la ville romaine et de la cathédrale d'origine normande.
Les particularités de l'intérieur sont la grande horloge, la galerie des ménestrels, et les plafonds, dont l'un représente l'assassinat de Thomas Becket. Parce qu'il n'existe pas de tour en son centre, la cathédrale d'Exeter possède le plus long plafond voûté ininterrompu d'Angleterre.

## Architecture

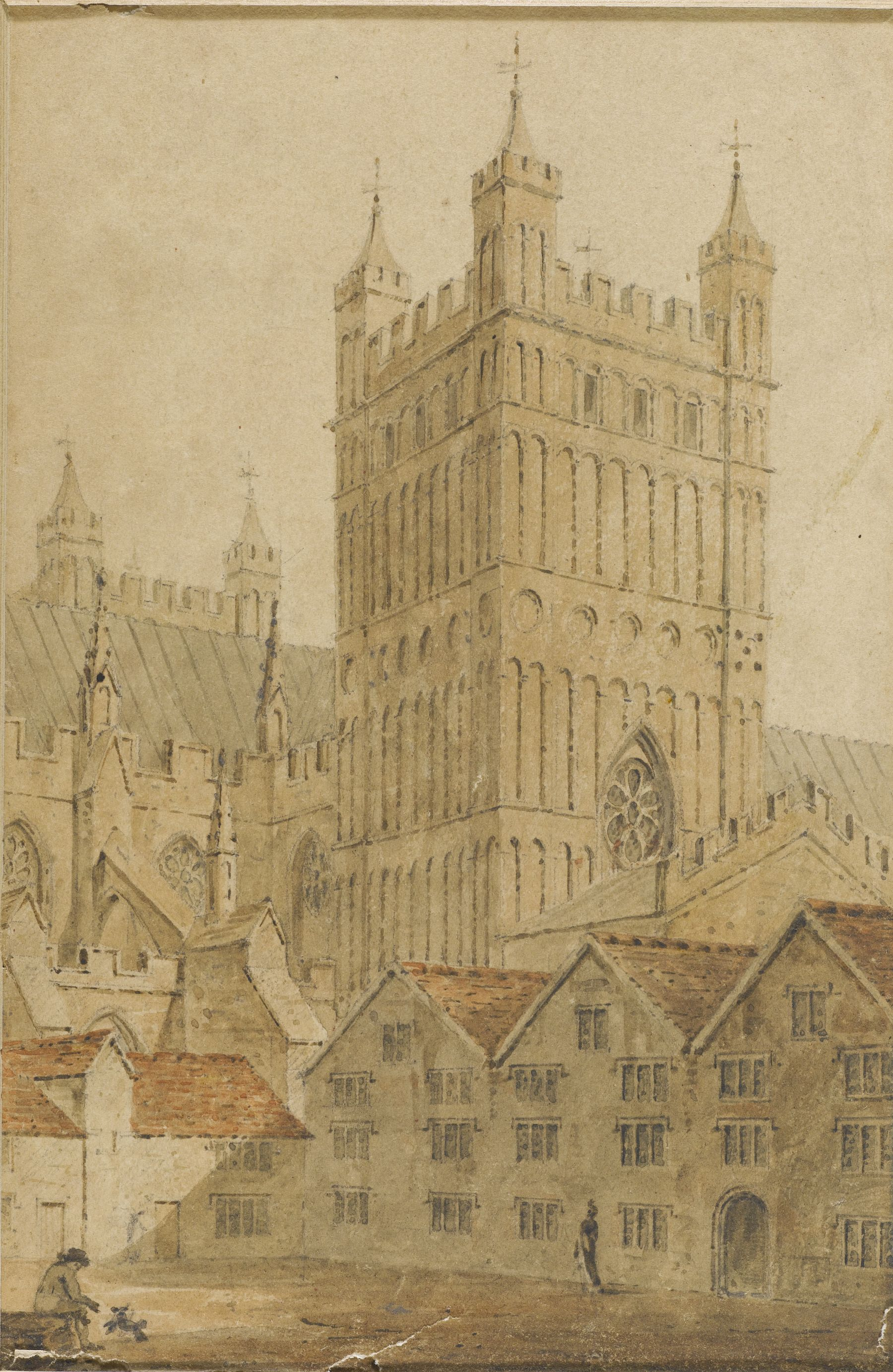
Tour sud de la cathédrale d'Exeter, aquarelle attribuée à W. Davey, vers 1800-1830.

La construction de la cathédrale normande, commencée en 1112, probablement par l'extrémité est, fut consacrée en 1133, date à laquelle le chœur, le transept et les deux premières travées de la nef étaient probablement terminés. Des vestiges de l'édifice normand peuvent être vus dans les tours massives du transept. En 1160, la nef et la façade ouest étaient terminées ; un cloître et une salle capitulaire furent ajoutés entre 1180 et 1244.
Au cours des années 1270, un nouveau projet fut lancé pour remplacer toute la partie est, en commençant par les chapelles de l'extrémité est. Ces travaux sont documentés par une très vaste série de rouleaux de tissu. Les travaux avancent lentement : le chœur postérieur, le presbytère et le chœur sont construits dans les années 1290. L'élévation originale du chœur avait deux étages, mais fut plus tard modifiée à trois, probablement après l'arrivée de Maître Roger en 1297. Maître Thomas de Witney fut engagé en 1316 pour concevoir le mobilier du chœur, puis devint maître maçon et resta à Exeter jusqu'en 1342.
En 1328, l'église était achevée jusqu'aux deux premières travées de la nef, où l'on voit un changement de conception des voûtes. À l'époque de Maître Thomas de Witney, le chemin de ronde du cloître oriental est commencé (1318-1325) et la nef, la façade ouest et le chemin de ronde du cloître nord ont probablement été achevés (vers 1328-1342). Le rétrécissement des travées de la nef vers l'ouest, comprimées pour rejoindre un élément existant, indique que la façade ouest actuelle se trouve sur le même site que son prédécesseur normand.
L'écran d'images qui traverse la façade ouest et la chapelle de l'évêque Grandisson située sur la façade ouest ont probablement été conçus par William Joy, qui succéda à Witney comme maître maçon en 1342, mais qui semble être mort en 1347, peut-être de la peste noire. De 1377 à 1414, les allées est, sud et ouest du cloître furent achevées par le maître Robert Lesyngham, qui a probablement conçu aussi la grande fenêtre est (1390-1392).
L'architecture de la cathédrale d'Exeter apparaît à première vue remarquablement harmonieuse avec sa succession continue de voûtes en tiercerons s'étendant d'ouest en est. Bien que les travées soient de taille irrégulière, le plan repose dans son ensemble sur une division en neuvièmes. On trouve également une merveilleuse gamme de motifs à remplages dans les fenêtres à claire-voie. Une analyse plus détaillée révèle néanmoins un certain nombre de changements, notamment la décision d'adopter une façade à trois étages avec un triforium plus typique des cathédrales que la conception précédente à deux étages. La numérisation 3D des voûtes a également révélé de nombreux changements dans les courbures des nervures.

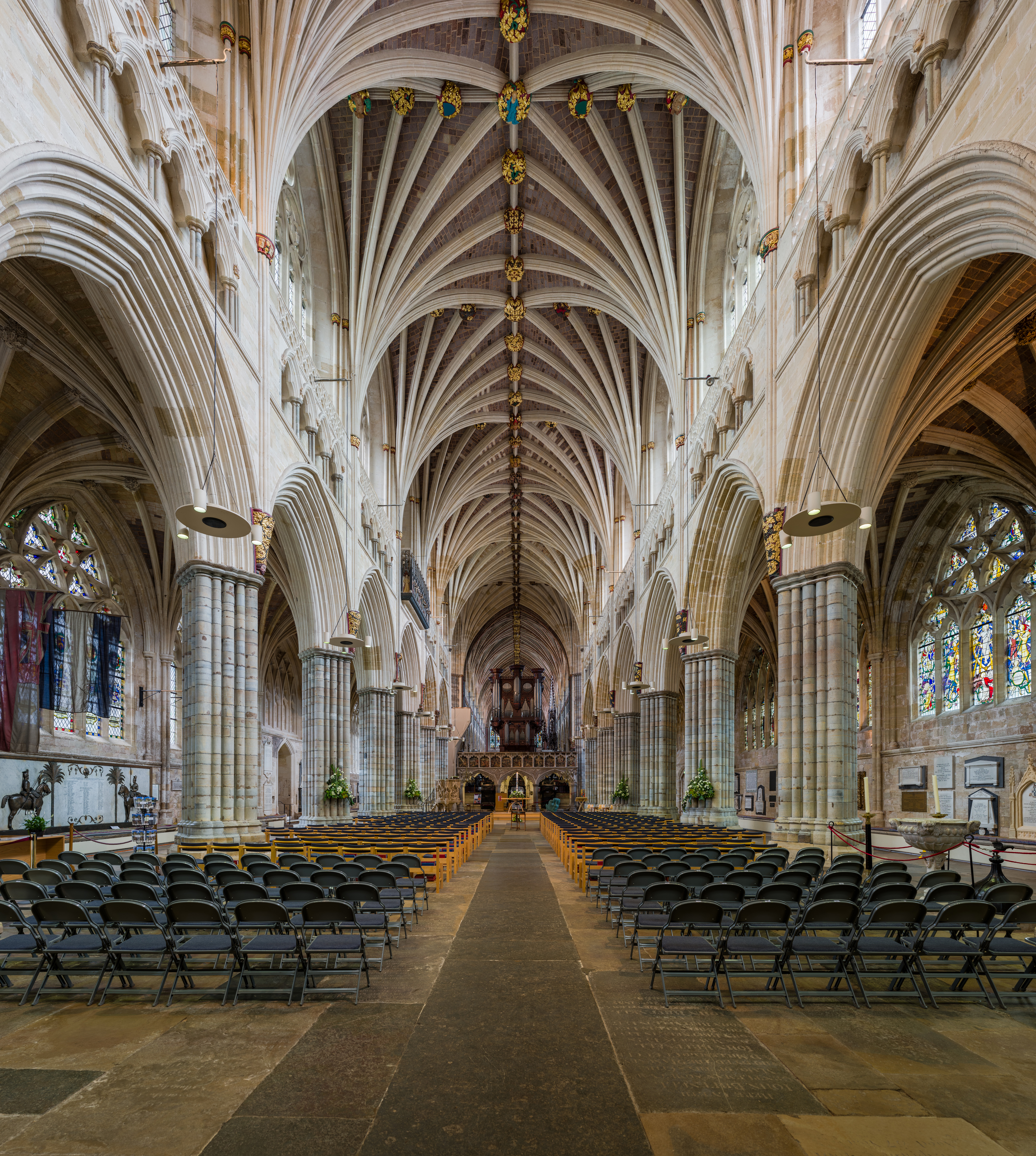
La nef, vers l'est en direction de l'orgue.
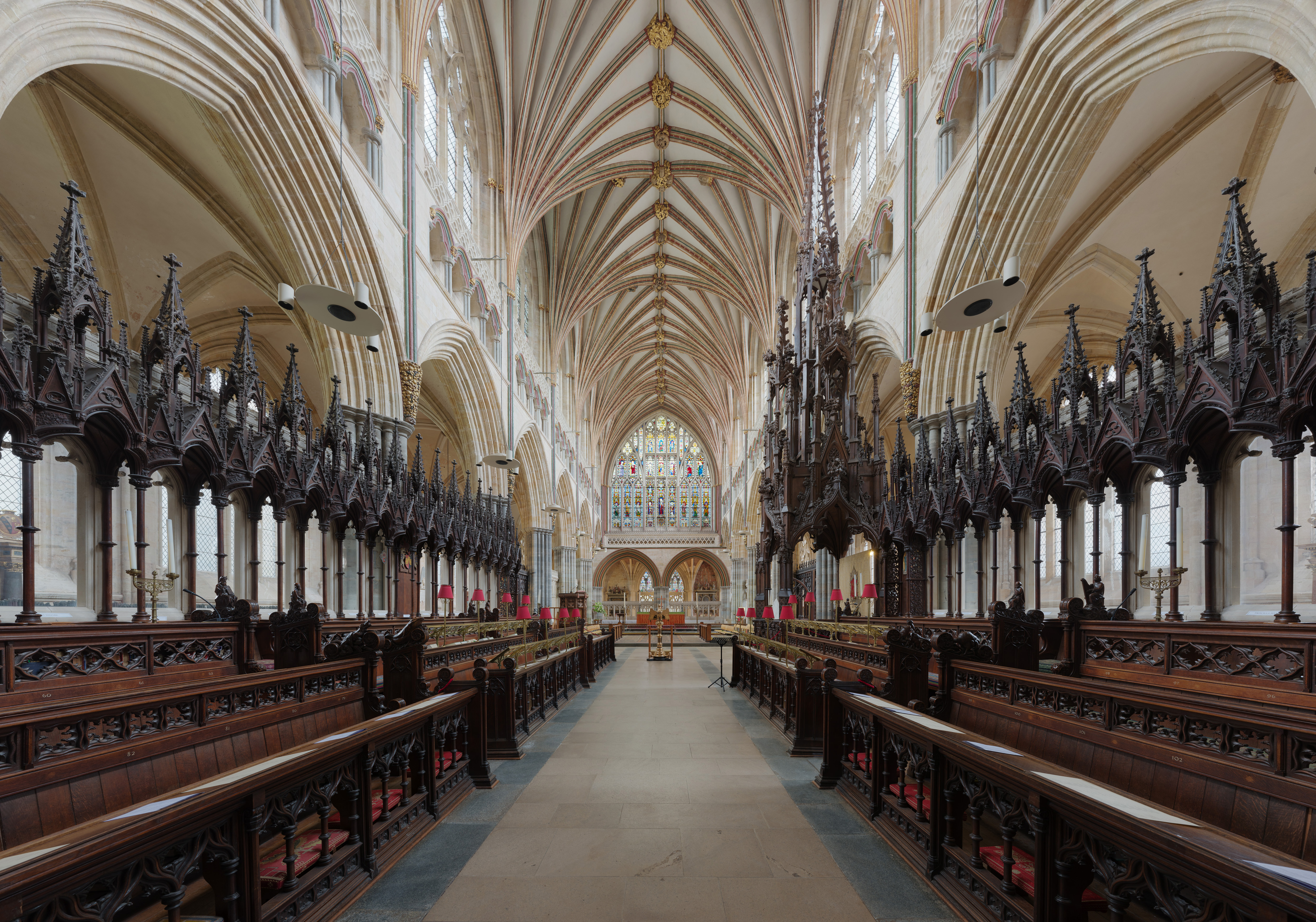
Le chœur, vers l'est depuis l'orgue en direction de la chapelle de la Vierge.

### Éléments notables
Les caractéristiques architecturales notables de l'intérieur sont le plafond à nervures multiples et les piliers composés dans l'arcade de la nef et, pour le mobilier, comprennent les miséricordes, la galerie des ménestrels, l'horloge astronomique et l'orgue. 
Le trône de l'évêque, dont la structure s'élève dans le chœur jusqu'à une hauteur de 18 mètres, a été fabriqué en chêne du Devon entre 1312 et 1316. Les stalles du chœur à proximité ont été réalisées par George Gilbert Scott dans les années 1870. La grande fenêtre de l'est comprend beaucoup de verre du XIVe siècle. Parmi les quelque 400 bossages de plafond, l'un représente le meurtre de Thomas Becket. Les bossages, au sommet du plafond voûté, relient entre elles les nervures. En l'absence de tour centrale, la cathédrale d'Exeter possède le plus long plafond voûté médiéval ininterrompu au monde, atteignant environ 96 mètres.

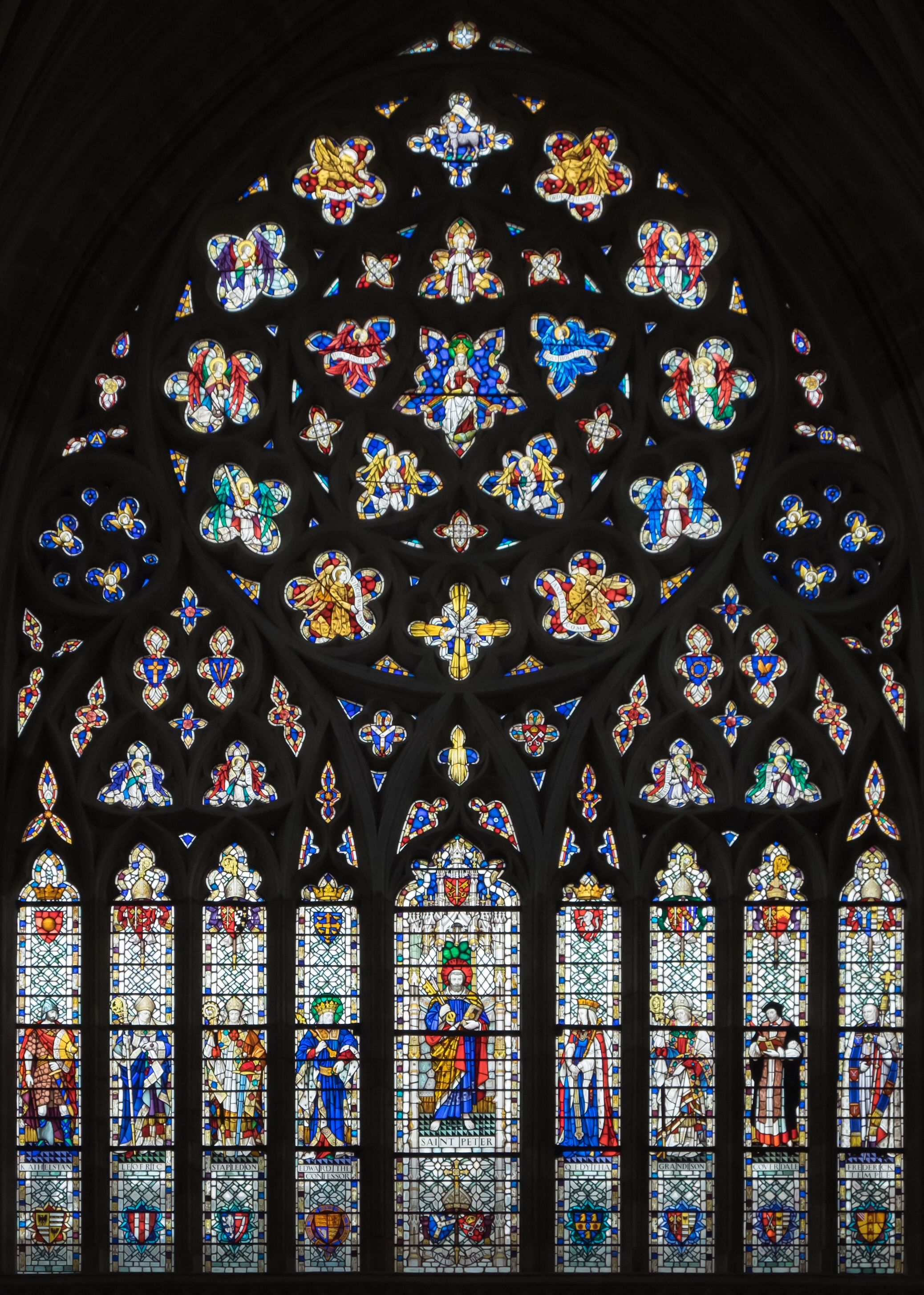
La fenêtre ouest.
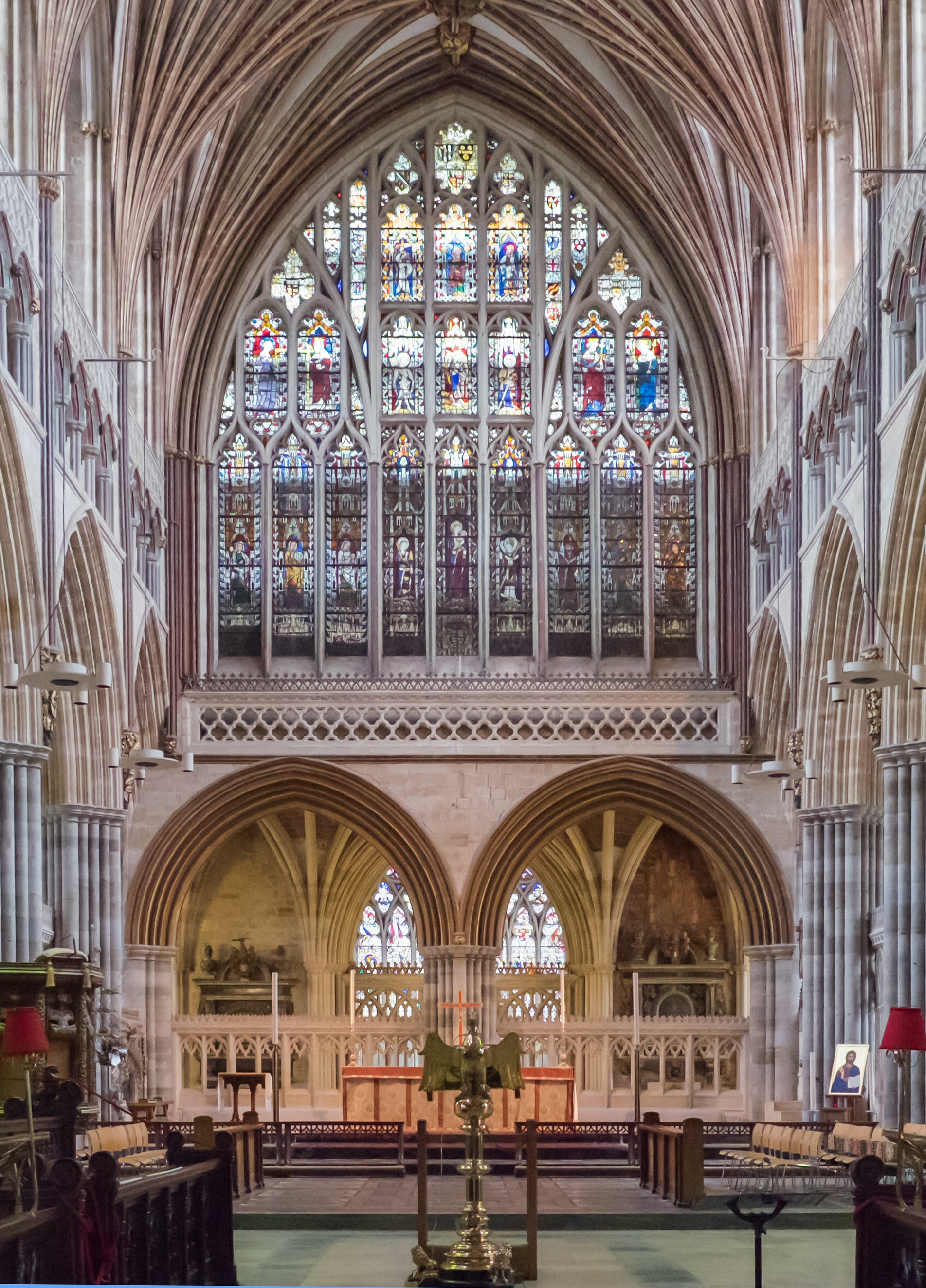
La grande fenêtre de l'est.
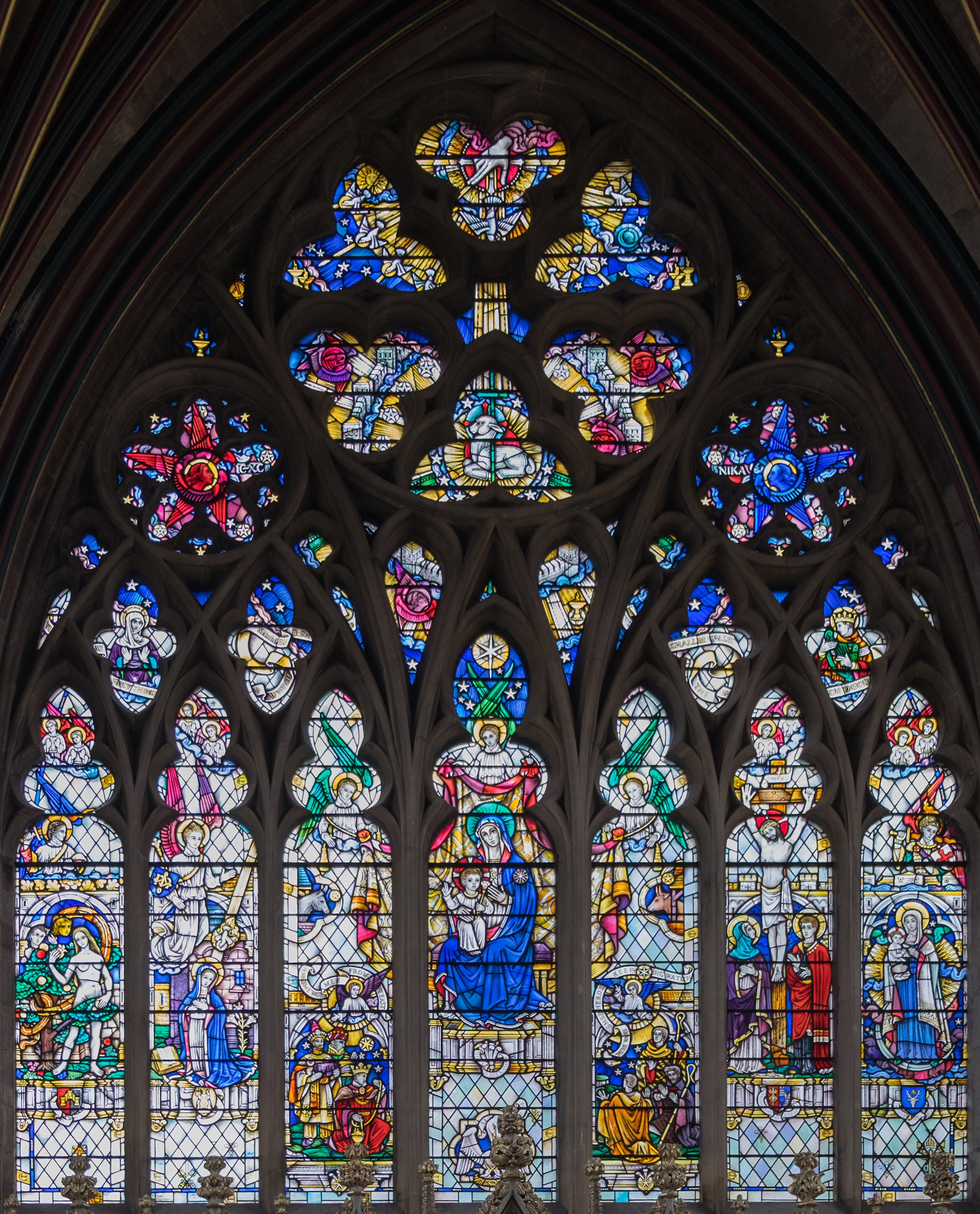
Chapelle de la Vierge, fenêtre est.

### Les miséricordes

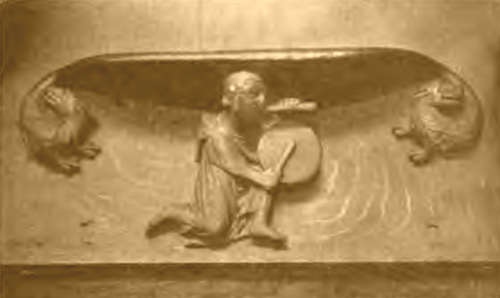
L'une des miséricordes (XIIIe siècle).

Les cinquante miséricordes  forment le premier ensemble complet au Royaume-Uni. Elles datent de deux périodes : 1220-1230 et 1250-1260. Entre autres choses, elles représentent la plus ancienne illustration connue d'un éléphant au Royaume-Uni.

### Horloge astronomique

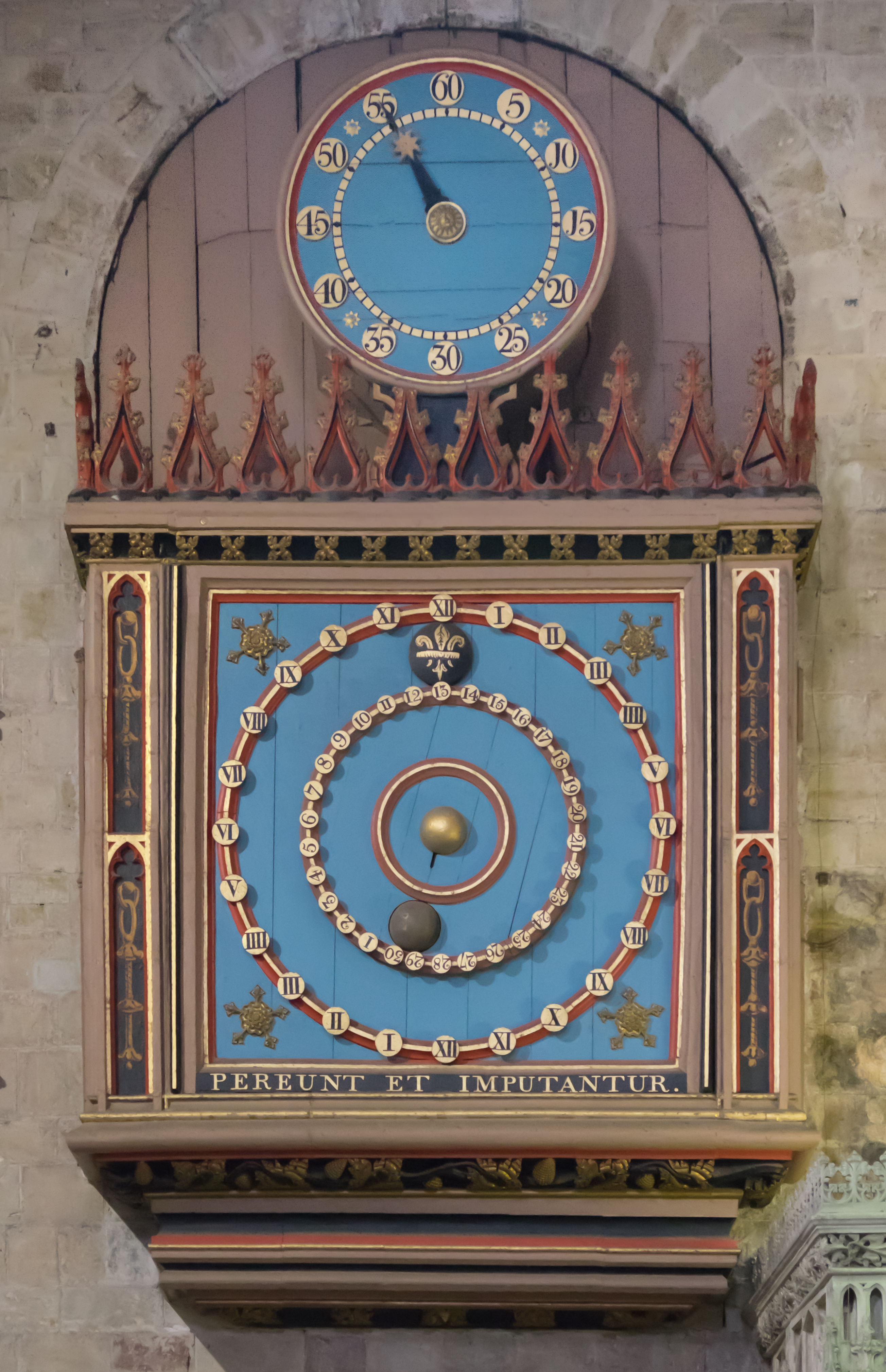
L'horloge astronomique (XIVe siècle).

L'horloge fait partie d'un groupe d'horloges astronomiques du XIVe au XVIe siècle qui se trouvent dans l'ouest de l'Angleterre. D'autres sont à Wells, Ottery Saint Mary et Wimborne Minster.
Le cadran est la plus ancienne partie de l'horloge, datant probablement des années 1480. La fleur de lys indique le temps (et la position du soleil dans le ciel) sur un cadran analogique de 24 heures. La numérotation se compose de deux ensembles de I à XII en chiffres romains. Le Balle d'Argent et cadran intérieur montrent la phase de la lune (en utilisant un bouclier noir en rotation). Le cadran supérieur, ajouté dans les années 1760, montre les minutes.
Elle est ornée d'une devise latine « Pereunt et Imputantur », du poète latin Martial. Usuelle sur des horloges ou cadrans, elle peut être traduite comme : « Elles périssent et sont reconnues à notre compte » ; allusion au temps qui passe et à ce que nous faisons utilement ou non de ces heures.
La porte qui se trouve sous l'horloge présente une particularité notable : elle est percée d'un trou à sa base. Celui-ci, percé au début du XVIIe siècle à la demande de l'évêque, avait pour vocation de laisser passer le chat de celui-ci afin qu'il protège l'horloge des vermines attirées par la graisse animale utilisée pour en lubrifier le mécanisme.

### Saintes reliques
Il est enregistré dans le missel du XIe siècle que le roi Æthelstan avait rassemblé une grande collection de reliques à la cathédrale d'Exeter, en envoyant des émissaires à grands frais sur le continent pour les acquérir. Parmi ces articles, on trouve un peu de la végétation dans laquelle le Seigneur parla à Moïse, et un peu de la bougie que l'ange du Seigneur a allumé dans le tombeau du Christ.

### Tribune des ménestrels

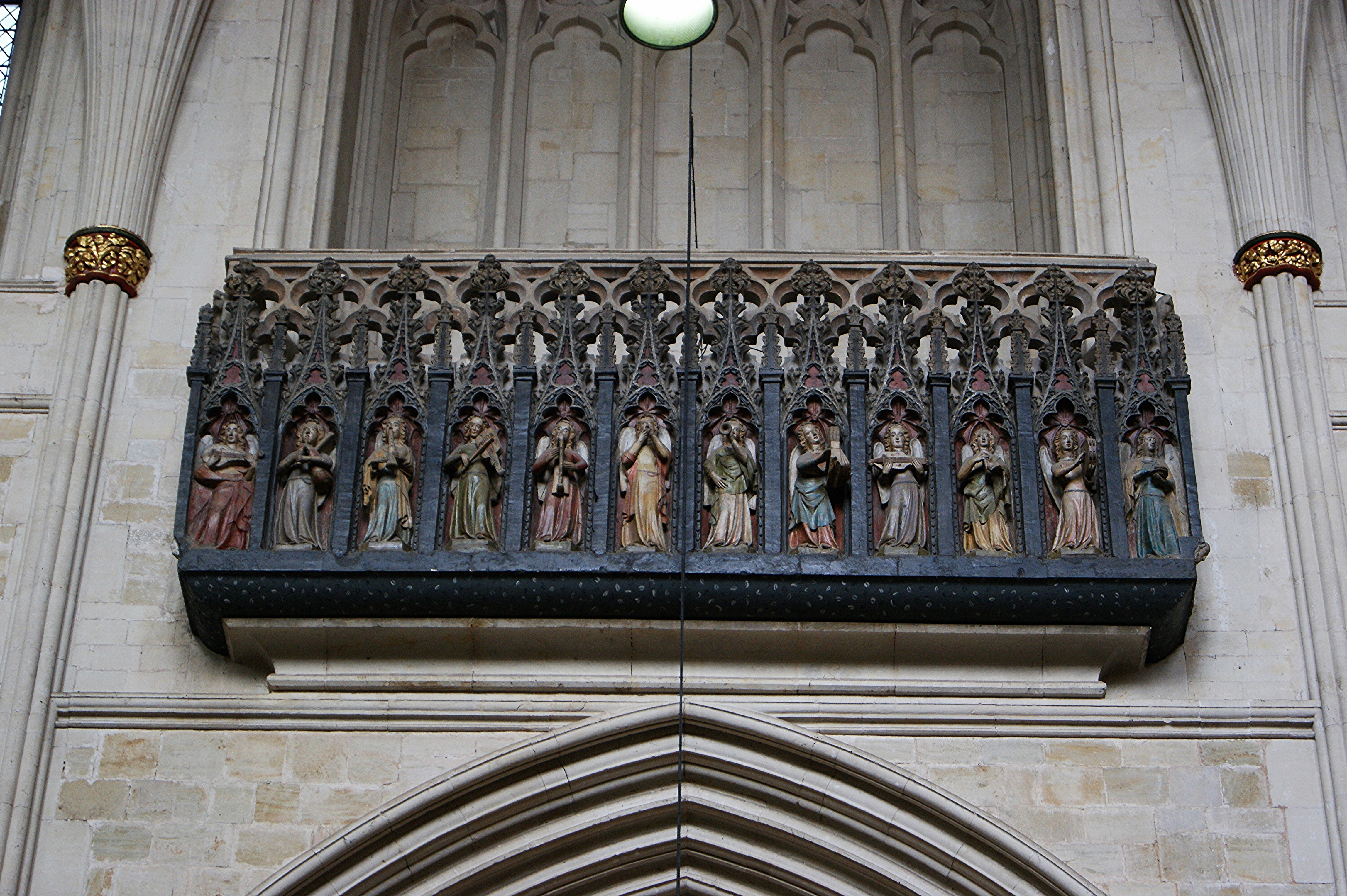
Tribune des ménestrels.

La tribune des ménestrels, située dans la nef, date d'environ 1360. Elle est unique dans les cathédrales anglaises. Sa façade est ornée de douze anges sculptés et peints, jouant des instruments de musique médiévale dont le cistre, la cornemuse, le hautbois, le crwth, la harpe, la trompette, l'orgue, la guitare, le tambourin et les cymbales. Deux autres figures sont incertaines.

### Orgue

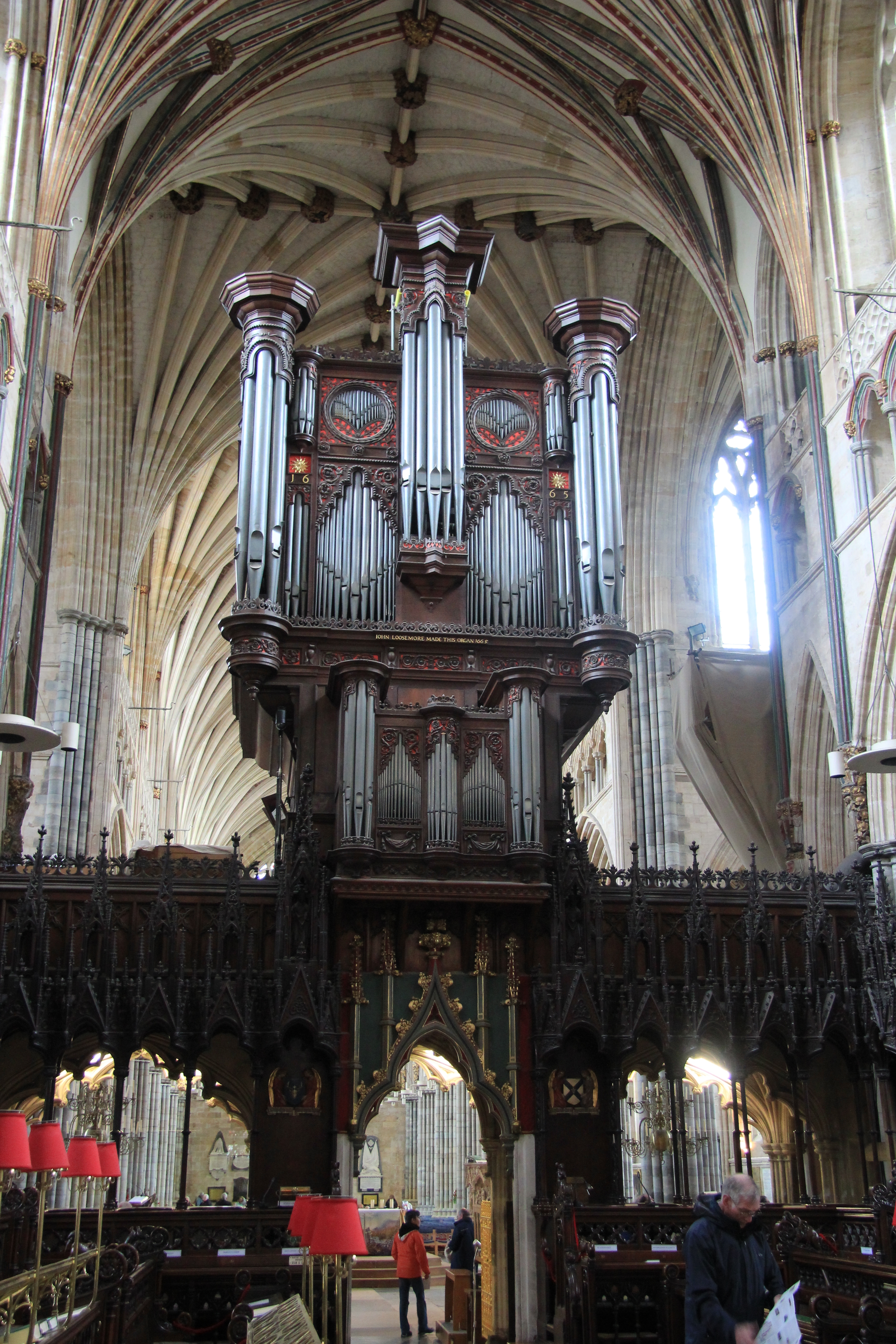
L'orgue (XVIIe siècle).

L'orgue d'origine a été construit en 1665 par John Loosemore. Il a été entièrement rénové une première fois en 1891 par Henry Willis, puis en 1931 par Harrison & Harrison.

### Bibliothèque
La bibliothèque a commencé à être rassemblée à partir du XIe siècle par l'évêque Leofric. Cette collection originale de manuscrits médiévaux contenait 66 ouvrages dont seul un demeure aujourd'hui à Exeter : le Livre d'Exeter, un recueil de poésie anglo-saxonne datant du Xe siècle. Les autres sont dispersées dans d'autres bibliothèques d'Angleterre.
La bibliothèque a été transférée dans un autre bâtiment hors de la cathédrale en 1820 pour accueillir les nouveaux ouvrages.

### Sépultures
- Pierre Ier de Courtenay, seigneur de Courtenay, fils du roi de France Louis VI le Gros
- Hugues de Courtenay, 10e comte de Devon
- de nombreux évêques d'Exeter dont Edmund Stafford, Chancelier du roi d'Angleterre au XIVe siècle.